# Памье
Памье́ (фр. Pamiers) — город во французском департаменте Арьеж, находится на одноимённой реке. В городе есть собор XVII века с готической башней, развалины древнего аббатства (фр. Frédelas), заводы, фабрики.

## География
Памье находится на равнине Нижнего Арьежа, на полуострове Арьежуа.

## Население
Население города — 13417 человек (1999).

## Судебные органы
Суды расположены в городе Фуа, а в Тулузе суды более высших инстанций.